# Kasansa
Kasansa è un ward dello Zambia, parte della provincia di Luapula e del distretto di Samfya.